# بنیامین چو
بنیامین چو (انگلیسی: Benjamin Chu؛ زادهٔ ۳ مارس ۱۹۳۲) شیمی‌دان است.